# Antarctic Adventure
Antarctic Adventure, conocido en Japón como  Kekkyoku Nankyoku Daibōken (けっきょく南極大冒険?  lit. "La Aventura de la Antartida") es un videojuego publicado originalmente por la empresa Konami para MSX en 1983. Las versión para dicho sistema salió en Japón y Europa mientras que la de NES solo se publicó en Japón, pero los estadounidenses tuvieron la posibilidad de jugar el juego gracias a una versión para Colecovision.

## Jugabilidad
El jugador maneja un pingüino llamado Penta en una carrera contrarreloj a través del hielo de la Antártida y a lo largo de 10 fases. En esta carrera se debe llegar al final de la fase antes de que el reloj llegue a cero mientras se sortea tres clases de obstáculos:
- Focas que salen de unos pozos practicados en el hielo.
- Pozos abiertos en el hielo pero sin foca.
- Grietas enormes.

Dichos obstáculos se evitan bien esquivándolos o saltándolos. Al final de cada fase, el pingüino levantará una bandera de un país diferente y pasaremos a la siguiente fase. El juego no tiene final, ya que habiendo llegado a su décima y última fase se sigue jugando hasta que llegue a cero el reloj en una fase.

## Curiosidades
- La música que suena en el juego es Les Patineurs de Émile Waldteufel.
- En 1990, Konami publicó solo en Japón un juego electrónico portátil de Antarctic Adventure, aunque habitualmente es listado como South Pole (una traducción más literal del título japonés).[5][6]
- Durante el 2002, (no salieron con los móviles en 2001), se lanzó en por el teléfono móvil titulado Kekkyo ku Nankyoku choi bōken (けっきょく南極ちょい冒険?),[7] y en 2003, fue titulado en Kekkyoku Nankyoku Daibōken Taisen-ban (けっきょく南極大冒険対戦版?), como parte de Konami Taisen Colosseum.[8]